# Daniel Löble
Daniel "Dani" Löble, född i Zürich, Schweiz den 22 februari 1973, är en tysk trummare, som sen 2005 har trummat för power metal-bandet Helloween. Dani började sin karriär i Rawhead Rexx. Han spelade också trummor för bandet Blaze under turné 2004.